# Hamartia (geslacht)
Hamartia is een geslacht van vlinders van de familie slakrupsvlinders (Limacodidae).

## Soorten
- H. clarissa Hering, 1937
- H. johanni Rougeot, 1977
- H. medora Hering, 1937